# Ermakbukta
Die Ermakbukta (norwegisch für russisch Бухта Ермак Buchta Jermak, deutsch ‚Jermakbucht‘) ist eine Bucht an der Kronprinz-Olav-Küste des ostantarktischen Königin-Maud-Lands. Sie liegt westlich des Shinnan-Gletschers und der Shinnan Rocks.
Russische Wissenschaftler benannten sie nach dem Eisbrecher Jermak. Wissenschaftler des Norwegischen Polarinstituts übertrugen diese Benennung 1991 ins Norwegische.